# Josef Niemitz
Josef Niemitz (Oberglau, entonces Silesia, 22 de marzo de 1914 - Duisburg, 13 de marzo de 2001) fue un militar alemán con el grado de sargento de pelotón (Hauptfeldwebel) altamente condecorado y que se distinguió en el frente oriental durante la Segunda Guerra Mundial.

## Biografía

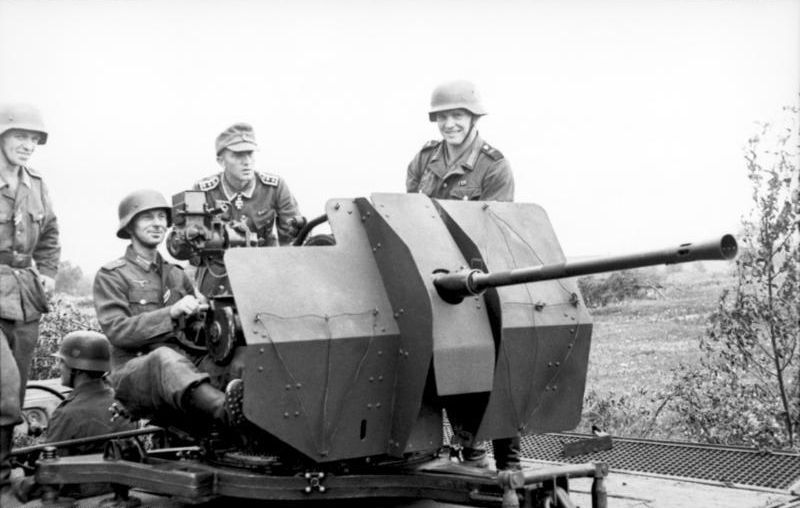
El Hauptfeldwebel Niemitz aparece en el extremo izquierdo de la foto junto a su pelotón de Flak 2 cm (junio de 1943).

Josef Niemitz nació en Oberglau, ciudad situada en la entonces Silesia alemana. Se unió como recluta de infantería a la Wehrmacht en 1932, en 1934 fue ascendido a cabo y en 1935 fue ascendido a sargento segundo. Fue asignado al batallón antiaéreo del Abt. 611 en Sprottau y en 1939 recibió la Medalla de los Sudetes.
Fue asignado como jefe de pelotón antiaéreo (Hauptfeldwebel) en 1941 con el grado de (Feldwebel) sargento primero, durante la Operación Barbarroja como parte de la Panzer-Jäger-División Abt. 332, siendo galardonado con la Cruz de Hierro de Primera Clase. Durante la batalla de Kursk, al ver a su comandante de grupo muerto  Niemitz tomó el mando y colaboró asegurando el flanco izquierdo de la división oponiéndose a fuerzas soviéticas de envergadura resultando herido en esa acción. Fue condecorado con la Cruz de Caballero de la Cruz de Hierro el 24 de julio de 1943.
Al final de la contienda fue capturado por los americanos en 1945, aunque se evadió del campo de prisioneros.
Falleció en Duisburgo a pocos días de cumplir 87 años.